# عزبة فتح الله الجزار
قرية عزبة فتح الله الجزار هي إحدى القرى التابعة لمركز شبراخيت في محافظة البحيرة في جمهورية مصر العربية. حسب إحصاءات سنة 2006، بلغ إجمالي السكان في عزبة فتح الله الجزار 185 نسمة، منهم 94 رجل و91 امرأة.